# Сергєєва-Соколова Зінаїда Іванівна
Зінаїда Іванівна Сергєєва-Соколова (21 вересня 1907, Харків — 2000) — українська художниця; член Спілки радянських художників України.

## Біографія
Народилася 21 вересня 1907 року в місті Харкові (нині Україна). Протягом 1926—1931 років навчалася у Харківському художньому інституті у Миколи Бурачека, Семена Прохорова, Олексія Маренкова, Івана Падалки.
Мешкала у Києві в будинку на вулиці Хорива, № 15 квартира № 11 та у будинку на вулиці Жукова, № 2. Померла у 2000 році.

## Творчість
Працювала у галузі станкового живопису, створовала натюрморти. Серед робіт:
- «Натюрморт. Ромашки» (1944);
- «Проліски» (1955);
- «Натюрморт. Волошки» (1958);
- «Бузок» (1962);
- «Цинерарії» (1964).

Брала участь у республіканських виставках з 1944 року, всесоюзних — з 1957 року, зарубіжних — з 1955 року.